# 7-я танковая дивизия (СССР)
7-я танковая дивизия — воинское соединение автобронетанковых войск Рабоче-крестьянской Красной армии в Великой Отечественной войне. Боевой период: с 22 июня 1941 года по 6 июля 1941 года.

## История
7-я танковая дивизия формировалась в июле 1940 года в городе Волковыске Западного военного округа, в составе  6-го механизированного корпуса (1-го формирования). К 30 июля 1940 года формирование корпуса было закончено.
К 20 июня 1941 года 7-я танковая дивизия имела в своем составе 418 танков, из которых: тяжелых танков КВ — 51 (50 КВ-1, 1 КВ-2), средних танков Т-34 — 178, из них 1 с пушкой Л-11, легких танков Т-26 — 54 (2 двух башен., 38 одно башен., 14 ХТ), БТ-7 — 134, включая 8 БТ-7М, 1 Т-26 тягач, а так же 46 учебных танкеток Т-27. Кроме того в дивизии числились 39 БА-20 и 55 БА-10. 
Личным составом соединение было укомплектовано достаточно хорошо: рядовыми на 98 процентов, младшим начсоставом — на 60 процентов, командным составом — на 80 процентов от штатного расписания.
7-я танковая дивизия считалась одной из самых мощных и укомплектованных среди подобных формирований в РККА.

## Состав
- 13-й танковый полк,
- 14-й танковый полк
- 7 мотострелковый полк (полковник, Кудюров Филипп Филиппович),
- 7 гаубичный артиллерийский полк,
- 7 отдельный зенитный артиллерийский дивизион,
- 7 разведывательный батальон,
- 7 понтонный батальон,
- 7 отдельный батальон связи,
- 7 медико-санитарный батальон,
- 7 автотранспортный батальон,
- 7 ремонтно-восстановительный батальон,
- 7 рота регулирования,
- 7 полевой хлебозавод,
- 260 полевая почтовая станция,
- 388 полевая касса Госбанка.[5]

## Командир
- Борзилов Семен Васильевич, генерал-майор.

## Вышестоящие воинские части
- 6-й механизированный корпус (1-го формирования)

## Боевой путь
22 июня 1941 года в 2 часа 10 минут 7-я танковая дивизия была поднята по боевой тревоге. В 04 часа 30 минут части дивизии были сосредоточены на боевом сборном пункте, где перед ее подразделениями были поставлены задачи: провести разведку в западном направлении по Варшавскому шоссе и восстановить связь с частями 1-го стрелкового корпуса. К концу дня дивизия занимала позиции в районе Хорощ, Гаевники, Нероники.
Вечером того же дня соединение получило приказ передислоцироваться в район Валпы восточнее Белостока и уничтожить прорвавшуюся танковую дивизию противника.
23 июня 1941 года в 4 часа дивизия, выполняя приказ, двинулась маршем в район Валпы. Дорогу преграждали заторы, образовавшиеся из-за неорганизованного отступления частей РККА. Во время марша дивизия из-за многократных налетов авиации противника потеряла 63 танка, также серьезный урон был нанесен тылам ее полков. Тыловые части 13-го полка были практически уничтожены.
Когда дивизия вышла в указанный район предполагаемого прорыва противника, выяснилось, что разведка предоставила ошибочные данные. В 14 часов командование дивизии получает новый приказ: уничтожить крупное немецкое танковое соединение в районе Сокулка-Кузница и выйти в район южнее Гродно. Крупных соединений противника в данном районе обнаружено не было — действовали небольшие группы танков, усиленные пехотой и кавалерией.
с 24 июня по 25 июня 1941 года дивизия в составе 6-го механизированного корпуса участвовала в контрударе по прорвавшимся немецко-фашистским войскам в районе Старое Дубно и Кузница. Частями дивизии было уничтожено до двух батальонов пехоты и две артиллерийские батареи противника. Сама дивизия при этом потеряла подбитыми и завязшими в болотах 18 танков.
25 июня 1941 года дивизия вела оборонительные бои в районе Кузница-Старое Дубно. В частях дивизии ощущалась острая нехватка горюче-смазочных материалов. Заправить боевые машины удалось лишь однажды — из сгоревших складов Кузницы. К концу 25 июня был получен приказ командира 6-го механизированного корпуса генерал-майора М. Г. Хацкилевича на отход частей дивизии за реку Свислочь, но выполнить его можно было только по особому сигналу.
26 июня 1941 года дивизия у населенного пункта Крынки вела оборонительные бои, прикрывая отход частей 29-й моторизованной дивизии и 36-й кавалерийской дивизии. В 21 час 7-я танковая дивизия свернула оборону и переправилась через Свислочь.
С 27 июня по 29 июня 1941 года 7-я танковая дивизия с боями отступала по дороге Волковыск—Слоним, забитой брошенной техникой, ведя бои с преследующими частями противника. Боевые машины из-за отсутствия ГСМ и запасных частей приводились в негодность и оставлялись по пути следования. Экипажи брошенных танков присоединялись к пехотным подразделениям.
29 июня года в 11 часов остатки дивизии в составе трех танков Т-34, отряда пехоты и конницы вышла в район восточнее Слонима, где до 30-го июня вела бои с войсками наступающего противника.
30 июня 1941 года в 22 часа дивизия покинула занимаемые позиции, и продолжила отступление в направлении Величковичи—Гомель—Вязьма.
6 июля 1941 года 7-я танковая дивизия была расформирована.
Командир 7-й танковой дивизии, генерал-майор Семен Борзилов погиб в боях под Армянском в Крыму 28 сентября 1941 года.